# Národní park Penang
Národní park Penang leží na severozápadním cípu malajsijského ostrova Penang. Tato oblast o rozloze 1 213 hektarů získala nejvyšší státní ochranu v roce 2003. Těžba dřeva byla na většině území parku zastavena již v roce 1955.
Předmětem ochrany jsou dipterokarpové lesy, mangrovníkové porosty, písečné pláže, pobřežní moře a meromiktické jezero se dvěma druhy vody, které které se vzájemně nemísí, ve spodní vrstvě je slaná voda a v horní vrstvě je voda sladká.
Eviduje se zde přes tisíc rostlinných druhů a 417 druhů zvířat, například kareta obrovská.
Do národního parku se lze snadno dostat městskými autobusy 101 a 102, z recepce národního parku pak pokračuje turista pěšky, popřípadě je možné si domluvit dopravu lodí.